# Хесус Вальєхо
Хесус Вальєхо (ісп. Jesús Vallejo, нар. 5 січня 1997, Сарагоса) — іспанський футболіст, захисник клубу «Реал Мадрид». На умовах оренди грає за «Гранаду».

## Клубна кар'єра
Народився 5 січня 1997 року в місті Сарагоса. Вихованець футбольної школи клубу «Реал Сарагоса». Дорослу футбольну кар'єру розпочав 2014 року в основній команді того ж клубу, в якій провів один сезон, взявши участь у 33 матчах чемпіонату. Більшість часу, проведеного у складі сарагоського «Реала», був основним гравцем захисту команди.
31 липня 2015 року Вальєхо підписав шестирічний контракт з «Реал Мадрид» за 6 мільйонів євро і відразу був відданий назад «Сарагосі» в оренду на один рік. Наступного літа Хесус відправився за кордон після узгодження однорічної оренди з німецьким «Айнтрахтом». Дебютував за клуб у Бундеслізі 27 серпня 2016 року, вийшовши на заміну в матчі проти «Шальке 04» (1:0). Забив свій перший гол за клуб також після виходу з лави, забивши гол у ворота «РБ Лейпциг» (2:2) в останньому матчі сезону.
7 липня 2017 року Вальєхо був представлений гравцем «Реала Мадрида» та гравцем першої команди для майбутнього сезону, отримавши номер 3, який раніше носив Пепе. 26 жовтня 2017 року Хесус вперше зіграв за «Реал», вийшовши у стартовому складі на матч Кубка Іспанії проти «Фуенлабради». В кінці матчу він отримав червону картку. Його перша поява в Ла Лізі відбулася через десять днів, коли він зіграв у парі з Серхіо Рамосом у домашньому поєдинку з «Лас-Пальмасом» (3:0). Завдяки травмі Начо і дискваліфікації Рамоса Вальєхо отримав шанс дебютувати за клуб у Лізі чемпіонів 11 квітня 2018 року, відігравши увесь домашній матч проти «Ювентуса» (1:3), за результатами якого клуб вийшов у півфінал турніру. Всього відіграв за королівський клуб 7 матчів в національному чемпіонаті.
У другій половині 2019 року виступав на правах оренди за «Вулвергемптон Вондерерз», а з початку 2020 року став виступати також на правах оренди за «Гранаду», покинувши команду по завершенні сезону 2020/21.

## Виступи за збірні
2013 року дебютував у складі юнацької збірної Іспанії і брав участь з командою до 19 років у юнацькому чемпіонаті Європи 2015. Його збірна виграла цей турнір. взяв участь у 18 іграх на юнацькому рівні, відзначившись 2 забитими голами.
З 2015 до 2019 року залучався до складу молодіжної збірної Іспанії, з якою став фіналістом молодіжного чемпіонату Європи 2017 року та переможцем наступного молодіжного чемпіонату Європи 2019 року. Всього на молодіжному рівні зіграв у 22 офіційних матчах.
У складі Олімпійської збірної Вальєхо був учасником футбольного турніру Олімпійських ігор-2020, де іспанці здобули срібні нагороди, а сам Хесус зіграв на турнірі у 5 іграх.

## Статистика виступів

### Статистика клубних виступів
| Сезон                     | Команда                   | Чемпіонат                 | Чемпіонат | Чемпіонат | Кубок | Кубок | Кубок | Континентальні кубки | Континентальні кубки | Континентальні кубки | Інші змагання | Інші змагання | Інші змагання | Усього | Усього |
| Сезон                     | Команда                   | Ліга                      | Ігор      | Голів     | Ліга  | Ігор  | Голів | Ліга                 | Ігор                 | Голів                | Ліга          | Ігор          | Голів         | Ігор   | Голів  |
| ------------------------- | ------------------------- | ------------------------- | --------- | --------- | ----- | ----- | ----- | -------------------- | -------------------- | -------------------- | ------------- | ------------- | ------------- | ------ | ------ |
| 2014–15                   | «Реал Сарагоса»           | СД (ІІ)                   | 30+4      | 1         | КІ    | 0     | 0     | -                    | -                    | -                    | -             | -             | -             | 34     | 1      |
| 2015–16                   | «Реал Сарагоса»           | СД (ІІ)                   | 20        | 0         | КІ    | 0     | 0     | -                    | -                    | -                    | -             | -             | -             | 20     | 0      |
| Усього за «Реал Сарагоса» | Усього за «Реал Сарагоса» | Усього за «Реал Сарагоса» | 50+4      | 1         |       | 0     | 0     |                      | -                    | -                    |               | -             | -             | 54     | 1      |
| 2016–17                   | «Айнтрахт»                | БЛ                        | 25        | 1         | КН    | 2     | 0     | -                    | -                    | -                    | -             | -             | -             | 27     | 1      |
| 2017–18                   | «Реал Мадрид»             | ПД                        | 7         | 0         | КІ    | 4     | 0     | ЛЧ                   | 1                    | 0                    | СУ+СІ+КЧС     | 0             | 0             | 12     | 0      |
| Усього за кар'єру         | Усього за кар'єру         | Усього за кар'єру         | 86        | 2         |       | 6     | 0     |                      | -                    | -                    |               | -             | -             | 93     | 2      |

## Титули і досягнення
Клубні
- Чемпіон Іспанії: 2021-22
- Володар кубка Іспанії: 2022–23
- Володар Суперкубка Іспанії: 2017, 2021
- Переможець Ліги Чемпіонів УЄФА (2): 2017-18, 2021-22
- Клубний чемпіон світу (3): 2017, 2018, 2022
- Володар Суперкубка УЄФА (2): 2017, 2022
- Міжконтинентальний кубок ФІФА (1): 2024

Збірні
- Чемпіон Європи (U-19): 2015
- Чемпіон Європи (U-21): 2019
- Срібний олімпійський призер (1): 2020